# Manfred Berger (Pädagoge)
Manfred Berger (* 16. November 1944 in München) ist ein deutscher Kindergärtner, Erzieher, Sozialarbeiter, Heilpädagoge, Erziehungswissenschaftler und Autor.

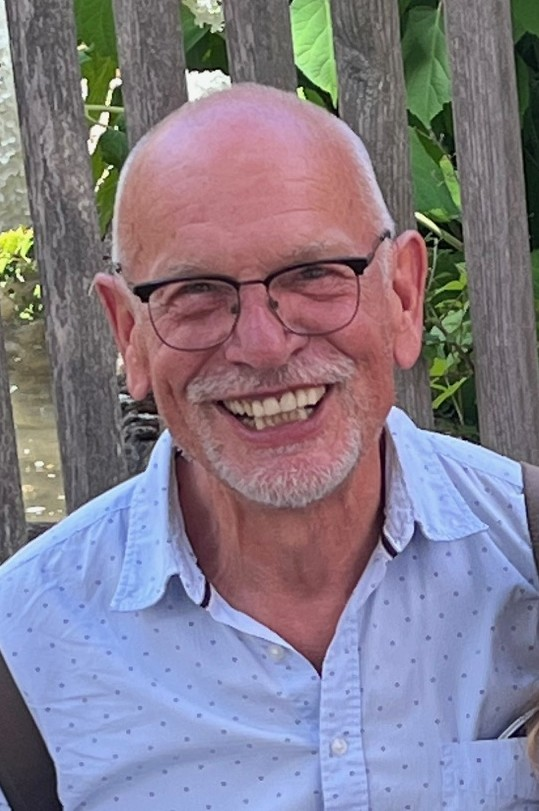
Foto 2025

## Leben und Wirken
Manfred Berger, aufgewachsen in einer kinderreichen Familie in der Kolonie Neuaubing und im Hasenbergl, erlernte nach Abschluss der Volksschule Neuaubing und der Oselschule in Pasing zuerst den Beruf des Starkstromelektrikers.
Nach einigen Berufsjahren besuchte er von 1966 bis 1969 die Fachschule für Jugend- und Heimerziehung (heute: Katholische Fachakademie für Sozialpädagogik München) und anschließend die höhere Fachschule für Sozialpädagogik in Aufbauform (heute: Katholische Stiftungshochschule München). Danach war Berger einige Jahre Erzieher im Amalie-Nacken-Kinderheim, einer heilpädagogischen Einrichtung in Dachau. Zusätzlich absolvierte er die Ausbildungen zum Heilpädagogen und zum Supervisor.
Von 1978 bis 1983 studierte er Psychologie, Pädagogik, Soziologie und Vorschulpädagogik (unter anderem bei Rolf Oerter, Helga L. Reimann und Ilse Lichtenstein-Rother) an der Universität Augsburg.
Von 1976 bis 2010 unterrichtete Berger Pädagogik, Psychologie, Kinder- und Jugendliteratur, Heilpädagogik, Rhythmik, Geschichte der Sozialen Arbeit und der Heilpädagogik an verschiedenen Fachschulen und Fachhochschulen für Sozialpädagogik. Seitdem ist er als Supervisor im Vorschulbereich und als Referent zu historischen und aktuellen Themen der Vorschulpädagogik tätig.
Berger ist Mitautor des Biographisch-Bibliographisches Kirchenlexikons und des Handbuchs für ErzieherInnen in Krippe, Kindergarten. Kita und Hort und hat in Fachzeitschriften wie Unsere Jugend, Theorie und Praxis der Sozialpädagogik, Beiträge Jugendliteratur und Medien, Zeitschrift für Erlebnispädagogik, Forum Frau und Gesellschaft, Sozialmagazin, Unsere Kinder und heilpaedagogik.de mehr als 1200 Aufsätze veröffentlicht. Ein großer Teil seiner wissenschaftlichen Beiträge befasst sich mit der Geschichte des Kindergartens und dessen Begründer Friedrich Fröbel. Weitere Forschungsschwerpunkte Bergers sind der Bereich der Kinder- und Jugendliteratur sowie die Auseinandersetzung mit den Leistungen von Frauen und Männern in der Frühpädagogik, der Heilpädagogik und der Sozialen Arbeit.

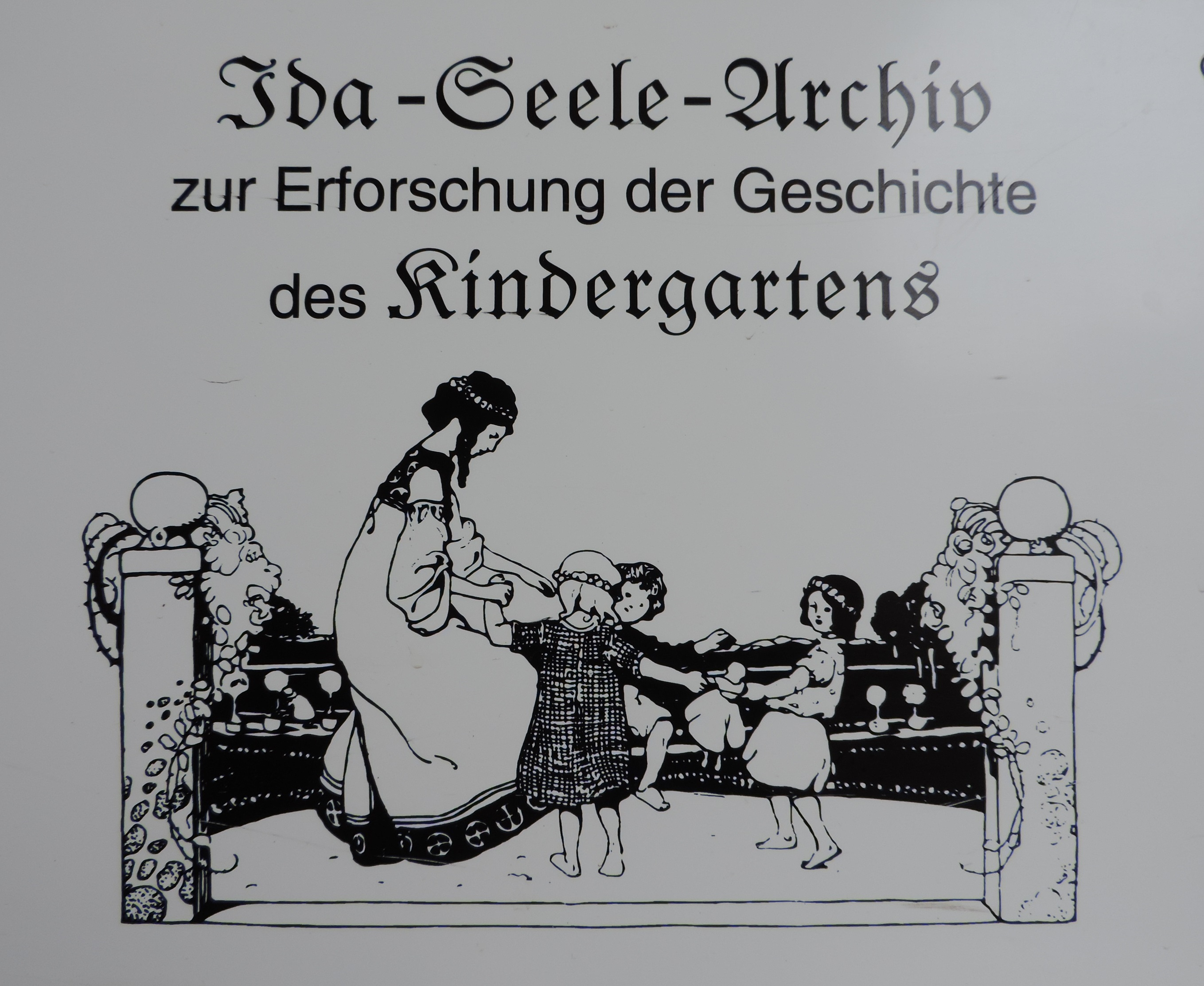
Logo des Ida-Seele-Archivs

1993 war Berger Mitbegründer des Ida-Seele-Archivs zur Erforschung der Geschichte des Kindergartens und der Sozialarbeit einschließlich ihrer Bezugswissenschaften, das nach der ersten Fröbelkindergärtnerin Ida Seele benannt wurde.
Berger ist seit 1971 verheiratet und Vater von zwei Kindern.

## Veröffentlichungen (Auswahl)
- Vorschulerziehung im Nationalsozialismus. Recherchen zur Situation des Kindergartenwesens 1933–1945. Weinheim 1986.
- Der Übergang von der Familie in den Kindergarten. München 1986.
- 150 Jahre Kindergarten. Frankfurt 1990.
- Vergessene Frauen der Sozialpädagogik. Bielefeld 1992.
- Sexualerziehung im Kindergarten. Frankfurt 1988 (6. Auflage. 2013).
- Clara Grunwald. Eine Wegbereiterin der modernen Erlebnispädagogik? Lüneburg 1994.
- Frauen in der Geschichte des Kindergartens. Ein Lesebuch. Frankfurt 1995.
- Henriette Schrader-Breymann. Eine Wegbereiterin der modernen Erlebnispädagogik? Lüneburg 1995.
- Nelly Wolffheim. Eine Wegbereiterin der modernen Erlebnispädagogik? Lüneburg 1995.
- Erika Hoffmann. Eine Wegbereiterin der modernen Erlebnispädagogik? Lüneburg 1995.
- Alice Salomon. Pionierin der sozialen Arbeit und der Frauenbewegung. Frankfurt 1998 (3. Auflage. 2011).
- Johannes Trüper. Ein Wegbereiter der modernen Erlebnispädagogik? Lüneburg 1998.
- Henriette Schrader-Breymann. Leben und Wirken einer Pionierin der Mädchenbildung und des Kindergartens. Frankfurt 1999.
- Clara Grunwald. Wegbereiterin der Montessori-Pädagogik. Frankfurt 2000.
- Frieda Stoppenbrink-Buchholz. Eine Wegbereiterin der modernen Erlebnispädagogik? Lüneburg 2001.
- Gertrud Feiertag. Eine Wegbereiterin der modernen Erlebnispädagogik? Lüneburg 2003.
- Bertha von Petersenn. Eine Wegbereiterin der modernen Erlebnispädagogik? Lüneburg 2008.
- Kindergarten und Kleinkindererziehung in der SBZ/DDR. „Alles mit dem Volk, alles durch das Volk, alles für das Volk“. Saarbrücken 2014.
- Der Kindergarten von 1840 bis zur Gegenwart. Ein (fiktiver) Brief an Friedrich Fröbel zur 175-jährigen Geburtstagsfeier seiner vorschulischen Einrichtung. Saarbrücken 2015.
- „Gelobt sei alles, was hart macht!“ Das Kindergartenwesen im nationalsozialistischen Deutschland am Beispiel der Fachzeitschrift „Kindergarten“. Saarbrücken 2015.
- Geschichte des Kindergartens. Von den ersten vorschulischen Einrichtungen des 18. Jahrhunderts bis zur Kindertagesstätte im 21. Jahrhundert. Frankfurt/Main 2016.
- Von der Kleinkinderbewahranstaltskandidatin zum/zur Erzieher_in. Ein Beitrag zu Geschichte der Erzieher_innenausbildung in Bayern – aufgezeigt am Beispiel ausgewählter Ausbildungsstätten in Vergangenheit und Gegenwart. Göttingen 2017.
- Leben und Wirken der Fröbel- und Kindergartenpädagogin Erika Hoffmann (1902–1995). Eine biographisch-pädagogische Skizze. Göttingen 2018.
- Der Kindergarten im Nationalsozialismus. Ein Beitrag zur Geschichte der öffentlichen Kleinkinder-/Kindergartenpädagogik in den Jahren 1933 bis 1945. Göttingen 2019.
- Schörlpädagogik. Einführung in ein klassisches Kindergartenkonzept. Göttingen 2019
- Gertrud Feiertag und das Jüdische Landschulheim Caputh. Eine Dokumentation zur Bildungs- und Erziehungsgeschichte in den Jahren 1931 bis 1938. Konstanz 2021.

## Online-Veröffentlichungen (Auswahl)
- Profil Manfred Berger / Artikel von Manfred Berger bei Niedersächsisches Institut für frühkindliche Bildung und Entwicklung (nifbe)
- Frauen in der Geschichte des Kindergartens. In: Das Kita-Handbuch.
- Kurzbiographien von Manfred Berger
- „Heureka! Kindergarten soll die Anstalt heißen!“ Ein (fiktiver) Brief an Friedrich Wilhelm Fröbel zum 175. Geburtstag seines 1840 in Blankenburg gestifteten Kindergartens. (PDF; 2,9 MB) In: kindergartenpaedagogik.de, 2015 (25 S.).
- Die ehemaligen und gegenwärtigen Ausbildungsstätten für Kleinkindlehrerinnen, Kindergärtnerinnen, Hortnerinnen … und Erzieher/innen in Bayern. Ein Beitrag zur Geschichte und Gegenwart der professionellen Erzieher/innenausbildung. (PDF; 1,6 MB) In: kindergartenpaedagogik.de, 2017 (35 S.).
- Beiträge von Manfred Berger bei socialnet.de. Das Netz für die Sozialwirtschaft
- https://www.medaon.de/de/artikel/man-wollte-uns-noch-die-bestmoeglichste-ausbildung-geben-recherchen-zur-ausbildung-juedischer-kindergaertnerinnen-und-hortnerinnen-in-berlin-waehrend-der-nationalsozialistischen-ter/